# Fatou Mbenga Jallow
Fatou Mbenga Jallow (auch: Fatoumatta/Fatou Jallow) ist eine gambische Ökonomin.

## Leben
Fatou Mbenga Jallow studierte am Fourah Bay College in Freetown (Sierra Leone).
Sie arbeitete ab 1994 als Ökonomin bei der Zentralbank von Gambia, wo sie bis zur Principal Economist aufstieg.
1998/1999 studierte sie mit einem Commonwealth-Stipendium an der Cardiff University in Großbritannien und machte einen Masterabschluss in International Economics.
Ab 2003 arbeitete sie bei der staatlichen gambischen Wirtschaftsbehörde Gambia Investment Promotion and Free Zones Agency (GIPFZA) als Investment Promotion Manager, ab März 2005 als Director of Investment Promotion bis zum Juli 2010, als GIPFZA durch die Nachfolgeorganisation Gambia Investment and Export Promotion Agency (GIEPA) ersetzt wurde. Fatou Mbenga Jallow wurde zur CEO der neu gegründeten Agentur ernannt. Sie leitete die Behörde bis mindestens August 2016.
Vor Oktober 2017 wurde sie Projektkoordinatorin (Project Coordinator) des Youth Empowerment Projects (YEP), das Jugendliche weiterbildet.